# Кабиле (Латвия)
Кабиле (латыш. Kabile) — населённый пункт в Кулдигском крае Латвии. Административный центр Кабильской волости. Находится у региональной автодороги P121  (Тукумс — Кулдига). Расстояние до города Кулдига составляет около 28 км. По данным на 2017 год, в населённом пункте проживало 342 человека. Есть волостная администрация, начальная школа, библиотека, почтовое отделение, врач общей практики, музей.

## История
Впервые упоминается в 1253 году. Село Кабиле ранее являлось центром поместья.
В советское время населённый пункт был центром Кабильского сельсовета Кулдигского района. В селе располагалась центральная усадьба колхоза «Кабиле».